# Dolce & Gabbana
Dolce & Gabbana (ˈdoltʃe ænd gaˈbana) là một thương hiệu thời trang cao cấp, được thành lập bởi hai nhà thiết kế thời trang người Ý là Domenico Dolce (sinh gần Palermo, Sicilia) và Stefano Gabbana (sinh tại Milano).
Dolce & Gabbana nổi tiếng trong giới Hollywood; họ đã thiết kế trang phục cho những ngôi sao như Madonna, Gisele Bündchen, Monica Bellucci, Ayumi Hamasaki, Isabella Rossellini, Kylie Minogue cùng nhiều ngôi sao khác.
Trụ sở của công ty đặt tại Milano. Cuộc sống riêng của hai nhà tạo mẫu Stefano Gabbana và Domenico Dolce trở nên nổi tiếng với công chúng năm 2005 khi họ chính thức tuyên bố sự cách ly trong đời sống riêng. Tuy nhiên, việc kinh doanh vẫn không thay đổi và cả hai vẫn tiếp tục thiết kế cùng nhau.

## Các dấu mốc đáng nhớ
Dolce & Gabbana đã gặp nhau khi cùng làm việc tại studio của George Correggiari. 
Trong năm 1985, bắt đầu bằng một buổi biểu diễn tại "Milano Collezioni" trong thể loại New Talent. Trong năm 1986, giới thiệu bộ sưu tập tự sản xuất đầu tiên, sau đó là buổi trình diễn thời trang đầu tiên ở Milano. Các sản phẩm tiếp tục ra đời song hành với việc mở một cửa hiệu mới tại Milano.
Năm 1988, một thỏa thuận đã được ký kết với công ty có trụ sở ở Legnano của Dolce Saverio (cha của Domenico), để sản xuất đồ may sẵn. Trong năm 1989, tổ chức buổi trình diễn Donna a Tokyo và tạo ra dòng sản phẩm đồ lót và đồ bơi đầu tiên.
Năm 1990, Ra mắt bộ sưu tập dành cho nam giới đầu tiên, tổ chức trình diễn thời trang dành cho cả nam và nữ ở New York, nơi đã mở một phòng trưng bày. Từ năm 1991 đến năm 1992 và tạo ra bộ sưu tập mới, vào tháng 10 năm 1992 tung ra dòng nước hoa đầu tiên. Tiếp tục những bộ sưu tập, mở cửa của cửa hiệu mới, sản xuất nước hoa và đưa ra các chương trình khuyến mãi cho thương hiệu này. 
Năm 1999, Dolce & Gabbana thực hiện các chiến lược kinh doanh ngành dọc, gồm 51% Dolce Saverio SpA, 100% của DGS (1 công ty dẫn đầu về phân phối bán hàng) và mua lại 5% Marcolin SpA (kinh doanh lĩnh vực kính mát).
Từ năm 2000, một dòng đồng hồ và các dòng sản phẩm quần áo mới được tung ra, bao gồm cả hàng da và giày dép, công ty mở rộng quy mô (ở Italia, Nhật Bản, Tây Ban Nha, Pháp), các cửa hàng mới, showroom, văn phòng và các sáng kiến chương trình khuyến mãi tăng theo cấp số nhân. 
Năm 2009 Dolce & Gabbana đảm nhận việc thiết kế chiếc áo hồng chung cuộc cho người chiến thắng cuộc đua xe đạp tại Ý.

## Quần áo và các dòng sản phẩm phụ kiện

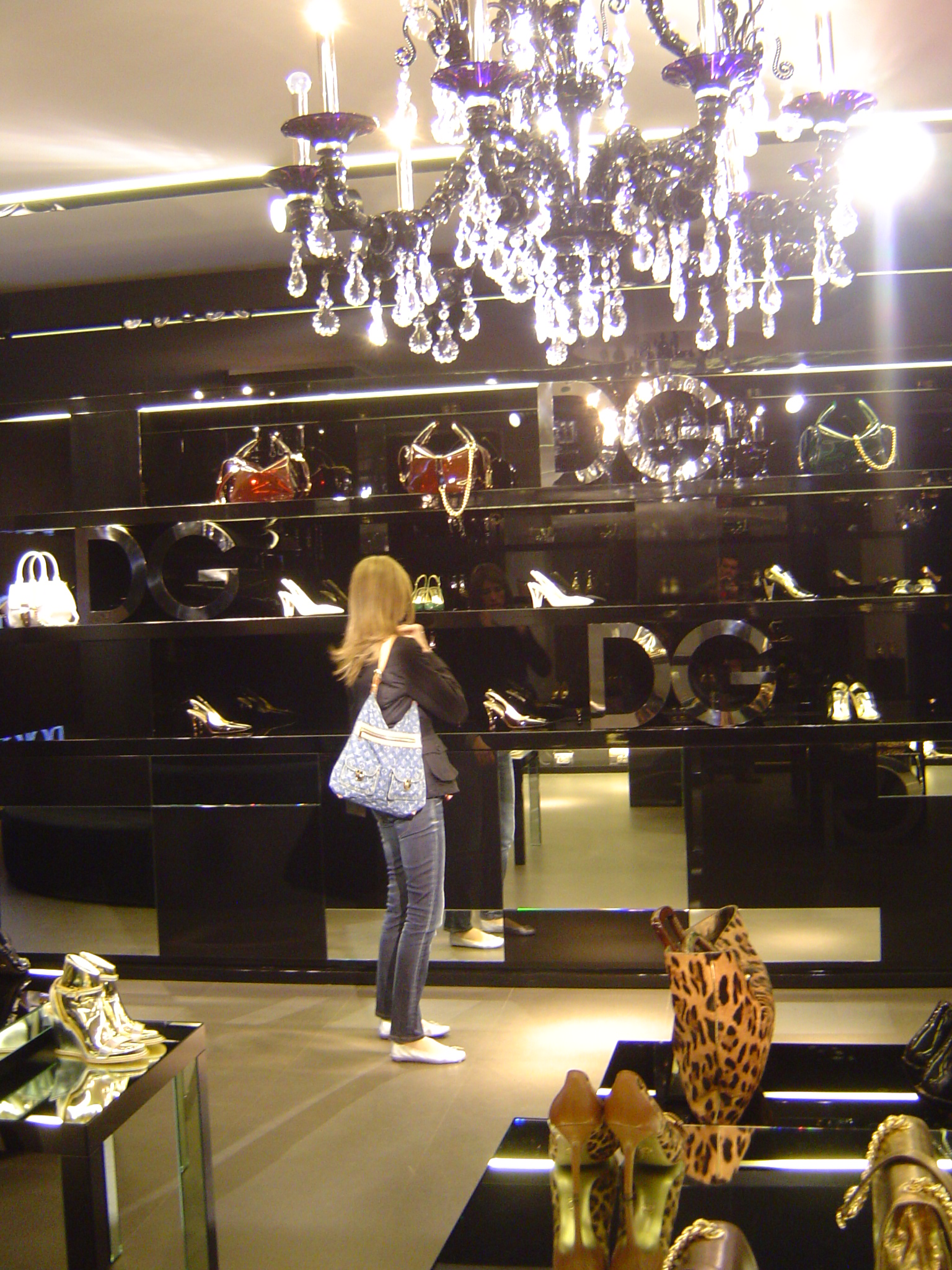
Cửa hàng D&G tại Milano

Dolce & Gabbana tập trung chủ yếu vào hai dòng sản phẩm cho lứa tuổi trưởng thành: D&G and Dolce&Gabbana, ngoài ra còn có dòng sản phẩm dành cho trẻ em D&G Junior:

### Dolce&Gabbana
Dolce&Gabbana chuyên tập trung vào các phụ kiện đắt tiền, coi trọng trào lưu lâu dài hơn là những thay đổi mùa vụ, đây là dòng sản phẩm thể hiện ảnh hưởng và phong cách của các nhà tạo mẫu rõ rệt hơn.

### D&G

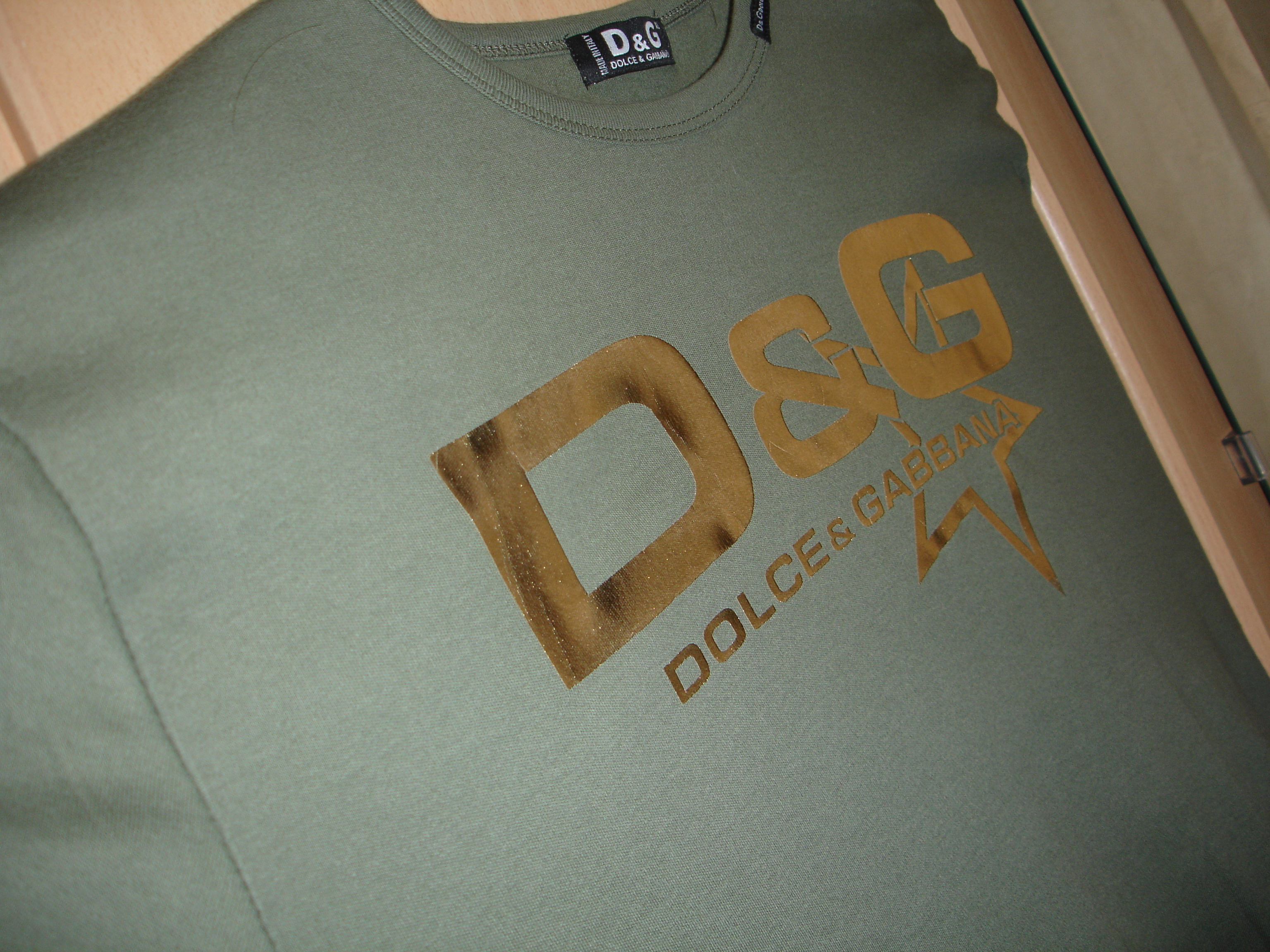
1 chiếc áo D&G

D&G là dòng sản phẩm phổ biến hơn, chạy theo nguồn cảm hứng đô thị và cố gắng tạo ra các trào lưu hơn là chạy theo trào lưu. Cả hai dòng sản phẩm đều cung cấp quần áo bơi, đồ lót, kính kiểu, kính râm và nước hoa. Dòng sản phẩm D&G còn gồm cả đồ trang sức và đồng hồ. Năm 2005 và 2006, D&G và Motorola phối hợp hợp tác cho ra mắt hạn chế 1000 chiếc điện thoại Motorola RAZR V3i, chỉ được phân phối bởi các cửa hiệu của D&G và đại lý phân phối của Motorola..

### D&G Junior
Dolce & Gabbana cũng thiết kế dòng sản phẩm D&G dành cho trẻ em, nhằm vào trẻ em dưới 15 tuổi. Cũng giống dòng sản phẩm D&G của người lớn, dòng sản phẩm D&G trẻ em chạy theo thay đổi thời vụ cho các bé trai và gái ở mọi lứa tuổi. Dòng D&G trẻ em bị ảnh hưởng rõ rệt bởi văn hóa đại chúng, so với D&G, ví dụ như dòng Ibiza của D&G trẻ em.

### Các nhãn hiệu nước hoa của Dolce & Gabbana

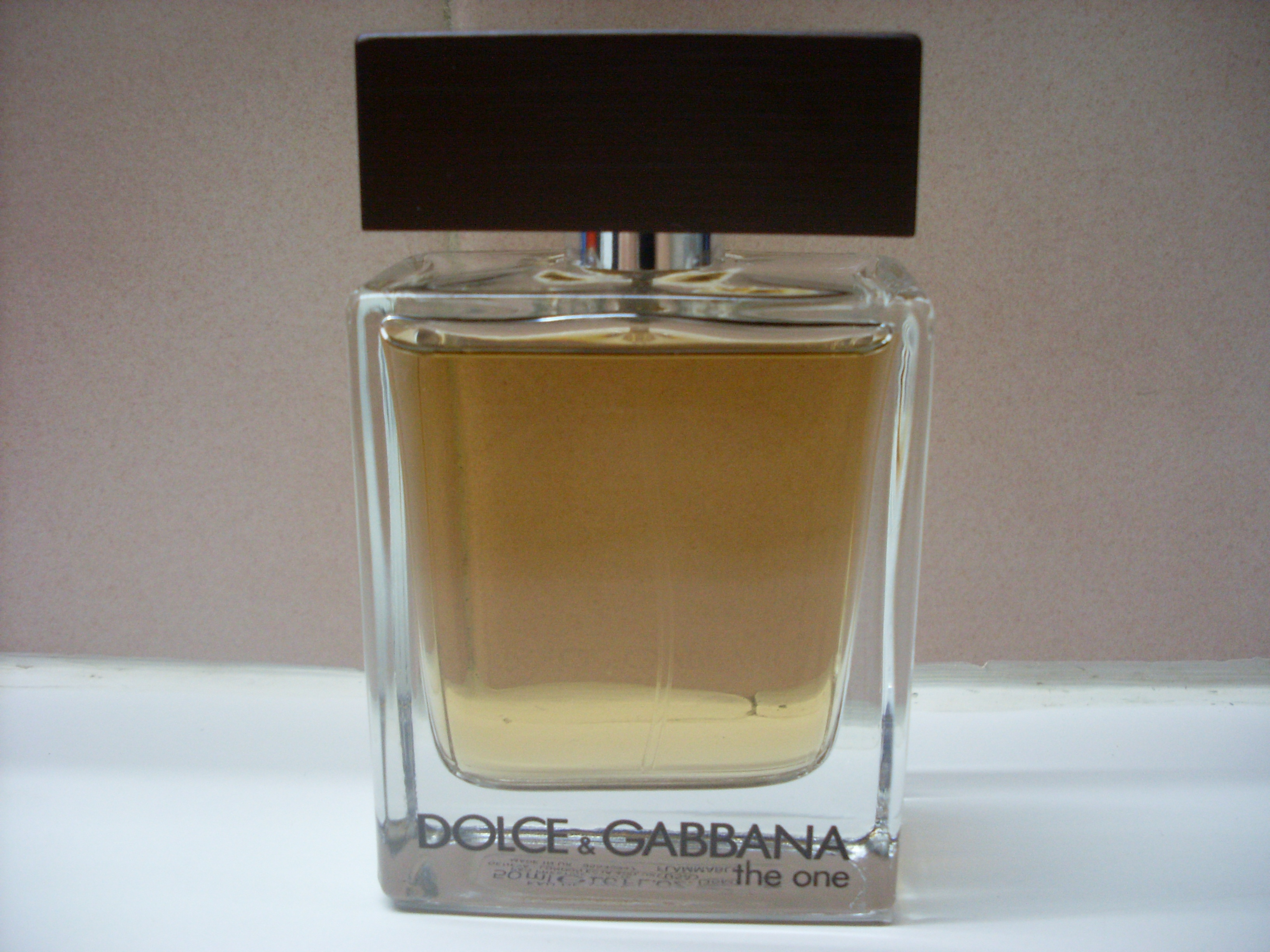
Nước hoa The One.

Sau đây là danh sách các sản phẩm nước hoa đã được tung ra thị trường dưới thương hiệu Dolce&Gabbana :
- Dolce & Gabbana Classique dành cho nữ (1994)
- Dolce & Gabbana Classique dành cho nam (1994)
- By Man dành cho nam (1997)
- By Woman dành cho nữ (1999)
- D & G Masculine dành cho nam (1999)
- D & G Femminine dành cho nữ (1999)
- Light Blue dành cho nữ (2001)
- SICILY dành cho nữ (2003)
- The One dành cho nữ (2006)
- Light Blue pour Homme dành cho nam (2007)
- L'Eau The One dành cho nữ (2008)
- The One for Men dành cho nam (2008)
- Rose the One dành cho nữ (2009)

## Các giải thưởng
- 1991: Giải thưởng Woolmark, cho bộ sưu tập dành cho nam giới sáng tạo nhất của năm
- 1993: Giải thưởng quốc tế cho sản phẩm nước hoa cho phái nữ được đánh giá cao nhất của năm dành cho sản phẩm nước hoa "Dolce&Gabbana Parfum".
- 1995: Giải thưởng quốc tế dành cho dòng nước hoa "Dolce&Gabbana Pour Homme".
- 1996: "Dolce&Gabbana Pour Homme" giành được giải thưởng của Pháp"Oscar des Parfums" – lần đầu tiên một loại nước hoa của Ý giành được giải thưởng này.
- Giải thưởng "Designer of the Year" do tạp chí FHM của Anh bình chọn.
- 1997: Giải thưởng "Designer of the Year" do tạp chí FHM của Anh bình chọn.
- Giải thưởng nhà tạo mẫu giày xuất sắc do tạp chí "Footwear News" của Mỹ bình chọn.
- 1999: Giải thưởng "Style Award" từ tạp chí Harper's Bazaar Russia.
- 2001: Giải thưởng T de Telva Award  cho nhà thiết kế quốc tế xuất sắc nhất do tạp cí Telva của Tây Ban Nha bình chọn.
- 2003: Tại New York, giải thưởng dành cho nhà thiết kế nam giới "Men of the Year Awards".
- Giải thưởng cho những đóng góp với ngành thời trang Ý, Annual Night of Stars, do Fashion Group International tổ chức.
- 2004: "Best International Designers" từ Elle Style Awards do độc giả bình chọn
- Tại Đức, Dolce & Gabbana nhận được giải thưởng "Leadaward 2004",
- 2006: Giải thưởng "Leadaward 2006".

## Những vụ việc gây tranh cãi
Vào tháng 2 năm 2007, hiệp hội khách hàng đã chỉ trích chiến dịch quảng bá sản phẩm tại Tây Ban Nha và Pháp của Dolce & Gabbana. Trong quảng cáo đó có cảnh 1 người đàn ông giữ chặt 1 người phụ nữ trên mặt đất, xung quanh đó có rất nhiều người đàn ông khác xen cảnh đó với thái độ khác nhau. Các ý kiến chỉ trích cho rằng quảng cáo này không phù hợp về nội dung và hạ thấp phụ nữ. Ở Tây Ban Nha chiến dịch quảng cáo này bị cấm , và để tránh điều tiếng cuối cùng quảng cáo này cũng bị ngưng tại Ý.
Vào tháng 1 năm 2009, Giorgio Armani đã cáo buộc Dolce & Gabbana ăn cắp ý tưởng 1 mẫu thiết kế quần của ông, đã được trình diễn trong tuần lễ thời trang Milano . Cả hai nhà thiết kế đã đáp trả Giorgio Armani rằng: chắc chắn chúng tôi còn phải học hỏi nhiều, nhưng chắc chắn thiết kế đó không phải từ ông ta .
Vào tháng 5 năm 2009, Dolce & Gabbana đã bị cáo buộc trốn thuế khoảng 249.000.000 euro, thay vì định tuyến để Luxembourg, trong kỳ 2004-2006. Tiền phạt tiếp theo sẽ lên đến khoảng EUR 800 triệu USD. Đáng chú ý là trong nhiều phương tiện thông tin đã bỏ qua thông tin này, có lẽ vì áp lực từ các nhãn hiệu thời trang này .
Vào tháng 11 năm 2018, Dolce & Gabbana vướng vào scandal lớn nhất từ trước tới giờ ở Trung Quốc. Trước show thời trang "The great show", hãng đã tung ra 3 đoạn phim quảng cáo với nội dung khó hiểu khi cho một người mẫu Trung Quốc mặc sườn sám dùng đũa ăn các món Ý với biểu cảm ngu ngốc, ngô nghê. Các video đều có dòng chú thích "đũa quá nhỏ" và không xứng với sự to lớn của các món Ý !?. Các video này bị phản đối vì có ý phân biệt chủng tộc, bôi nhọ văn hóa Trung Hoa. Sau đó, nhà đồng sáng lập là Gabbana còn nhắn tin cho một người xem trên Instagram, miệt thị Trung Quốc là đất nước của những đống phân, của lũ mafia mạt hạng, dân Trung Quốc là rác rưởi và không cần thị trường này vẫn sống tốt. Đáp lại là làn sóng tẩy chay của dân Trung Hoa, show diễn tại Thượng Hải bị cấm trước giờ diễn vài tiếng, người mẫu tham gia công khai bỏ show, hủy hợp đồng, hai đại diện thương hiệu của hãng cũng hủy hợp đồng đại diện. Toàn bộ hàng D&G bị gỡ khỏi tất cả các trang bán hàng trực tuyến, các cửa hàng hoàn toàn bị dân Trung Quốc tẩy chay. Chỉ trong 1 tuần, D&G đã sụt giảm hàng trăm triệu đô doanh thu khắp thế giới và đối diện với làn sóng tẩy chay lan rộng ra các nước Châu Á dùng đũa như Nhật, Hàn, Đài Loan,...

## Đối tác kinh doanh

### Thể thao
Dolce & Gabbana đã thiết kế trang phục trên sân cho AC Milan kể từ năm 2004. Ngoài việc có đồng phục của họ trên lĩnh vực thiết kế của Dolce & Gabbana, các cầu thủ của AC Milan cũng ăn mặc trong trang phục Dolce & Gabbana đội phát hành khi tại chức năng chính thức rời sân. Bộ đôi này cũng thiết kế những bộ quần áo ngoài sân cỏ cho Đội tuyển bóng đá quốc gia Ý. Dolce & Gabbana cũng là nhà tài trợ cho Milano Thunder Italian Boxing Team.

### Sản phẩm khác
Vào năm 2009, Dolce & Gabbana hợp tác với Sony Ericsson để sản xuất một phiên bản của Jalou dành cho điện thoại di động phù hợp với 24-karat vàng, chi tiết và logo của các nhà thiết kế trang trí trên các mảnh hợp tác thiết kế công nghệ. Dolce & Gabbana cũng hợp tác với Citroën với thiết kế một phiên bản Citroën C3 Pluriel 

## Phân phối

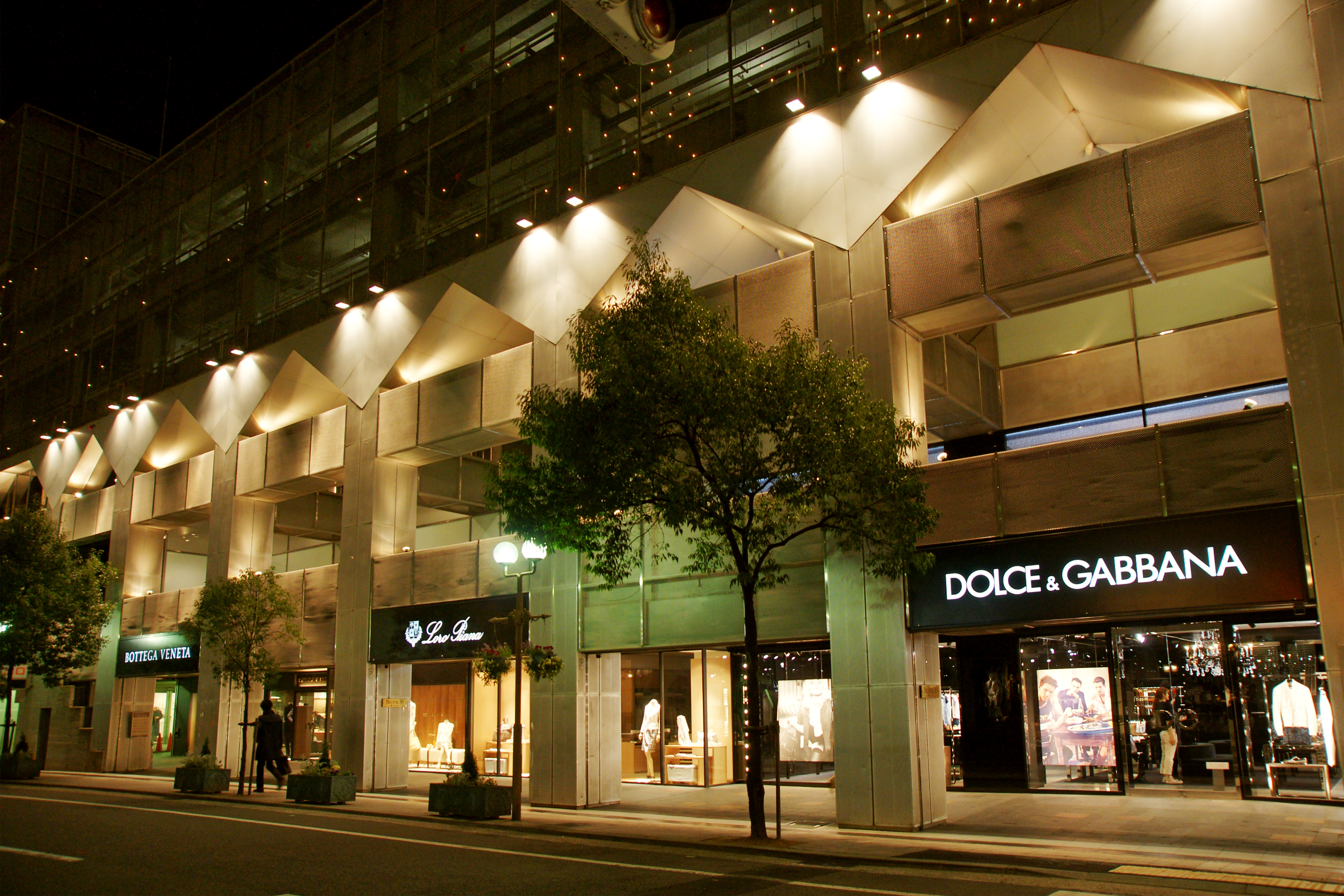
Cửa hiệu Dolce&Gabbana ở Kobe

Dolce & Gabbana có 1 mạng lưới phân phối rộng lớn trên toàn cầu. Bao gồm 27 cửa hiệu tại Mỹ: New York, Beverly Hills, Long Island, Miami, Las Vegas, Short Hills, Atlanta, Chicago,Boston, San Francisco và Washington D.C., thông qua các cửa hàng nguồn và hệ thong các cửa hiệu bán lẻ lớn như: Bergdorf Goodman, Lord and Taylor, Neiman Marcus và Saks Fifth Avenue. ở Ý số cửa hàng là 19, ở Nhật là 7. Các cửa hàng phân phối tại Đức, Áo, Bỉ, Tây Ban Nha, Pháp, Hy Lạp, Ireland, Anh, Hà Lan, Nga,Thụy Sĩ, Ukraina, Ả Rập Xê Út, Hàn Quốc, Các Tiểu Vương Quốc Ả- rập, Trung Quốc, Ấn Độ, Kuwait, Liban, Singapore, Thái Lan, Đài Loan, Canada, México, Brasil, Argentina, Chile và Cuba.